# Psilaspilates meridionalis
Psilaspilates meridionalis är en fjärilsart som beskrevs av Hans Daniel Johan Wallengren 1860. Psilaspilates meridionalis ingår i släktet Psilaspilates och familjen mätare. Inga underarter finns listade.